# St John’s Point-világítótorony
A St John’s Point-világítótorony egy világítótorony Killough közelében, County Downban, Észak-Írországban. 1839-ben kezdte el építeni egy helyi birtokos, P. R. Brown kapitány megbízásából. Elsődleges feladata a hajók biztonságos beirányítása volt a Dundrum-öbölbe, amit addig hírhedt hajótemetőként emlegettek.

## Története
Az alapkövet Downshire márkija tette le. Az építési munkálatok kezdetben gyorsan haladtak, de az üzembe helyezés egészen 1844-ig késett. Az eredeti, 13,7 méter magas, fehérre festett torony, benne két lakással George Halpin tervei alapján készült. A helyben rendelkezésre álló kövek felhasználásával a torony délkeleti oldalához építették a kikötőt.
Először 1844. május 1-jén mutatott utat a hajósoknak, egy addig ismeretlennek számító módon, fehér fénnyel, amely 45 másodpercig világos, majd 15 másodpercig sötét volt. Ekkor a fénye, amit olajjal tápláltak, a tengerszint feletti magassághoz képes 18,9 méter magasan volt, és 12 mérföldre volt látható. A fény színét 1860. július 1-jén fehérről pirosra cserélték.
1875. május 27-től az olajjal való üzemeltetést széngázasra cserélték, amihez két gáztartályt és egy széntartályt építettek az állomáson.
Egy szakértői javaslat értelmében a Down megyei partvidék fejlesztése érdekében a világítótornyot 1893-ban 36,5 méterre magasították. Kiegészítésképpen egy ködjelzőt és egy kiegészítő fényt kapott, ami 1893. július 1-jén világított először. A kiegészítő (fix, nem villogó) fény a harmadik emelet egyik ablakából volt látható, 064°-tól 084°-ig fehér, 084°-tól a szárazföldig piros színben. A ködjelző sziréna két jelt adott le minden 60 másodpercben (2,5 másodperc hang, 5 másodperc csend, majd megint 2,5 másodperc hang, végül 50 másodperc csend). Ez a fejlesztés szükségessé tette, hogy a ködjelzésnek egy műszaki épületet, valamint a megszaporodott személyzet kiszolgálása érdekében még két lakóházat húzzanak fel az állomás területére. Ezeket a munkálatokat a tanácskozó testület építésze, William Douglass vezette és felügyelte.
1902-ben a torony újrafestésekor a fehér színt három fekete csíkkal egészítették ki, ami 52 éven keresztül megmaradt. 1954-ben a lakóházak felújításával egy időben kapta a ma is különlegesnek számító impozáns színét, a fekete csíkokat a fehér helyett sárgával egészítették ki.
1908-ban a fő fényt tovább fejlesztették, a ma is használatban lévő kétoldalú gyűrűs lencsékre cserélték. A gázégő sugarát paraffin porlasztós izzóra, a színét pedig pirosról fehérre cserélték, ami innentől kétszer villant minden 7,5 másodpercben. Ebben az időben a mérnöki és egyéb munkálatok vezetője C. W. Scott volt.
A kiegészítő fény 1910. október 18-án lett paraffin porlasztós izzóra cserélve.
1957. szeptember 5-én a „Light Keepers” (a fény őrei) házai lakossági elektromos áram ellátást kaptak, amivel egy időben a kiegészítő fényt is elektromosra cserélték, valamint az irányát 084°-ról 078°-ra változtatták.
1981. február 18-án a főfényt szintén elektromosra, a ködszirénát pedig egy elektromos ködkürtre cserélték. Mindeddig a fény és a ködjelzés karakterisztikája megmaradt.
A világítótornyot 1981. május 31-én automatizálták, ezzel az ott dolgozókat visszahívták, és egy félállásban dolgozó gondnokot bíztak meg a torony felügyeletével.
1982. január 27-étől a kiegészítő fény karaktere fix fényről piros és fehér villogóra lett változtatva, ami 3 másodpercenként jelez (1 másodperc villanás, 2 másodperc sötét).
A torony napjainkban is szolgálja a hajósokat, és jelenleg is egy bentlakó gondnoka van.
Mivel a St John’s Point-i az egyik legkiemelkedőbb világítótorony az Ír-szigeten, az Irish Landmark Trust a védelmébe vette az épületegyüttes egy részét, és a fenntartását magára vállalta.
A torony Killough településtől mintegy 5 kilométerre délre található, a Dundrum-öböl bejáratánál. Az út végén parkoló van, innen 1 perces sétával elérhető. A torony és a hozzá tartozó épületek, valamint az udvar a turisták előtt zárva van.

## Jellemzők
- Főfény: 2 fehér villanás minden 7,5 másodpercben
- Főfény magassága: 37 méter
- Főfény láthatósága: 25 tengeri mérföld
- Kiegészítő fény: piros és fehér
- Ködkürt: 2 hangjelzés 60 másodpercenként